# ديفيد ماكينتوش
ديفيد ماكينتوش هو عضو المجلس المحلي ‏ وسياسي بريطاني، ولد في 2 أبريل 1979 في نورثامبتون في المملكة المتحدة. نشط حزبياً في حزب المحافظين. في الانتخابات العامة في المملكة المتحدة 2015، انتخب عضو البرلمان السادس والخمسين للمملكة المتحدة ‏ عن دائرة نورثهامبتون الجنوبية وقد انضم خلال فترته النيابية ‏ (7 مايو 2015 – 3 مايو 2017) للكتلة البرلمانية حزب المحافظين.